# Toplice Topusko

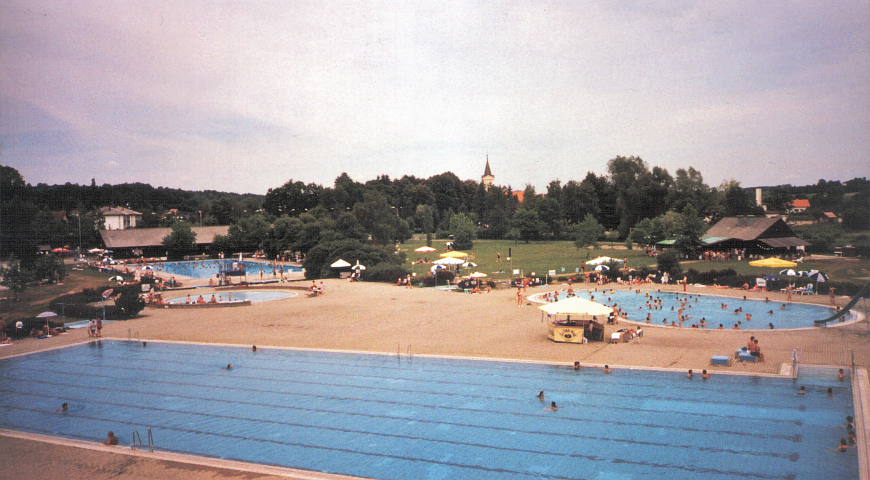
Blick auf das Kurbad Topusko mit Marienkirche im Hintergrund

Die Thermalquelle von Topusko wird schon seit der Römerzeit genutzt. Sie liegt in der Nähe des Ortes Topusko etwa 80 km südlich von Zagreb in Kroatien.
Die Thermalquelle liefert pro Sekunde durchschnittlich etwa 100 Liter 80 °C warmes Wasser.